# سيدي محمد بالكبير
الشيخ محمد بن لكبير بن محمد بن عبد الله بن لكبير، ولد بقرية لغمارة ببودة
الواقعة على بعد 25 كلم غرب مدينة أدرار.

## نشأته
ترعرع في كنف عائلة محافظة اٍشتهرت بحمل كتاب الله والورع، حفظ القرآن الكريم على يد الطالب عبد الله مدرس القرية ثم بدأ بأخد مبادئ الفقه والدين على يد عمه وحفظ كذلك متون الفقه والنحو والعقيدة وغيرها كثير وكل ذلك في سن مبكرة.

## رحلته في طلب العلم
تمنطيط ، بعد بلوغه اٍنتقل رفقة أبيه اٍلى تمنطيط ليتتلمذ على يد عالم زمانه الشيخ سيدي أحمد ديدي الذي أخد عنه علوم الشريعة والعربية و التوحيد والفقه والحديث وتفسير القرآن والآداب والنحو وغيرها، واٍتصل خلال هذه الفترة بالكثير من علماء وقضاة المنطقة.
تلمسان، اٍستأذن شيخه الشيخ سيدي أحمد ديدي بالذهاب للقاء الشيخ سيدي بوفلجة بن عبد الرحمن شيخ الطريقة الكرزازية القاطن آنذاك بتلمسان حيث أخد عنه أوراد الطريقة وتدارس معه بعض مسائل الفقه ومختصر خليل.
كان له اٍتصال أيضا بعلماء تلمسان المعاصرين له.
فاس، زار كذلك جامع القرويين بفاس وجالس علماءه وأخد عنهم.

## تأسيسه للزاوية
قبل تأسيس مدرسة أدرار: اٍشتغل بتحفيظ القرآن الكريم وتدريس الفقه والتوحيد بالعريشة ثم المشرية، حيث طلب منه والده في أواخر الأربعينيات العودة إلى مسقط رأسه ببودة، ثم اٍنتقل اٍلى تيميمون، وأسس مدرسة بها ليعود مرة أخرى إلى بودة حيث شرع بالتعليم والتدريس بمنزله.
تأسيس المدرسة بأدرار: أنشأها سنة 1949 م بطلب من سكان أدرار وتولى الخطابة والتدريس بالمسجد الكبير وحرص على توسيع المدرسة سنة بعد أخرى وتكفل بنفقة الطلبة وذلك كله بعون المحسنين أيضا، لم يعرف عن نهجه الاٍبتداع ولا الشطحات ولا الخرافات بل كان نهجا علميا بعيدا عن التواكل.
وفي المدرسة تأسس المعهد الاٍسلامي سنة 1964م.

## تكريمه
تحصل على: 
- الدكتوراه الفخرية من جامعة وهران.
- وسام الاٍستحقاق من رئيس الجمهورية سنة 1999م.

## تلاميذه
تخرج على يد الشيخ مئات من الطلبة وكان بعضهم من النجباء الذين قرروا تأسيس مدارس خاصة بهم وذلك لاٍيصال رسالة شيخهم، نذكر منهم{ الشيخ عبد الكريم مخلوفي}و الشيخ الحاج سالم بن إبراهيم الإمام الخطيب بالجامع الكبير وعضو المجلس الإسلامي الأعلى، الشيخ سيدي الحاج حسان الانزجميري، الشيخ الحاج عبد القادر بكراوي، الشيخ عبد الكبير بلكبير، الشيخ عبد الله عزيزي، الشيخ مولاي التهامي غيتاوي عضو المجلس الإسلامي الأعلى، الشيخ الحاج احمد المغيلي,الشيخ مولاي عبد الله طاهري، الشيخ محمد بوقندي بتسابيت أدرار، الشيخ اوكادوا الصالح بأوقروت و الشيخ الحاج احمد المكي والشيخ الحاج عبد الله منصوري تنقلين.

## وفاته
توفي صبيحة يوم الجمعة 16 جمادي الثاني سنة 1421هـ الموافق 15 سبتمبر 2000م، حضر جنازته الآلاف من الاشخاص ومن تلامذته ومن أهم الحضور كان رئيس الجمهورية آنذاك عبد العزيز بوتفليقة.